# Dani Rodrik
Dani Rodrik (ur. 14 sierpnia 1957 w Stambule) – turecki ekonomista, nauczyciel akademicki, żyjący w Stanach Zjednoczonych.

## Życiorys
Dani Rodrik urodził się 14 sierpnia 1957. W czerwcu 1979 uzyskał stopień licencjata (ang. Bachelor of Arts) z ekonomii na Uniwersytecie Harvarda, w czerwcu 1981 magistra (ang. Master in Public Affairs) w Woodrow Wilson School of Public and International Affairs Princeton University a w czerwcu 1985 tytuł doktora nauk ekonomicznych (Ph.D.) na Princeton University.
W 1980 roku oraz w latach 1981–1982 pracował dla Konferencji Narodów Zjednoczonych ds. Handlu i Rozwoju – jednego z organów pomocniczych ONZ. W latach 1985–1992 wykładał na Uniwersytecie Harvarda, a następnie w nowojorskim Columbia University (1992–1996). Następnie powrócił na Uniwersytet Harvarda, gdzie wykłada jako Rafiq Hariri Professor of International Political Economy w John F. Kennedy School of Government. Wielokrotny konsultant Banku Światowego, w 1990 doradca polskiego rządu. 
Jego zainteresowania naukowe obejmują m.in. międzynarodowe stosunki gospodarcze, zagadnienia rozwoju gospodarczego i ekonomię polityczną. Jeden z redaktorów naczelnych The Review of Economics and Statistics (od 2002) i Journal of Globalization and Development (od 2009). 
Od kwietnia 2007 roku prowadzi blog, a także pisze artykuły dla Project Syndicate – prowadzi kolumnę Roads to Prosperity. 

## Wybrane publikacje
- One Economics, Many Recipes: Globalization, Institutions, and Economic Growth, 2007 (wyd. pol. Jedna ekonomia, wiele recept. Globalizacja, instytucje i wzrost gospodarczy, Warszawa 2011, Wydawnictwo Krytyki Politycznej, ISBN 978-83-62467-37-2)[4]
- The Globalization Paradox: Democracy and the Future of the World Economy, 2011